# كالو أوتشي
كالو أوتشي (15 نوفمبر 1982

 في أبا) (بالفرنسية: Kalu Uche)‏ لاعب كرة قدم نيجيري يلعب في مركز المهاجم .
لعب أوتشي في أندية أنيمبا (1998) إوانيانوو ناشيونال (1999-2000) إسبانيول (2000-2001) فيسلا كراكوف (2001-2005) بوردو بالإعارة (2004-2005) .
ساهم أوتشي في تتويج نادي فسلا كراكوف ببطولة دوري الدرجة الأولى 3 مرات في 2001 ، 2003 ، و2004 وببطولة كأس بولندا مرتين 2002 و2003 وببطولة كأس الدوري البولندي وكأس السوبر البولندي 2001 .
شارك أوتشي مع منتخب نيجيريا في 15 مباراة دولية مسجلا هدفين منذ 2003 .

## روابط خارجية
- كالو أوتشي على موقع الاتحاد الدولي (مؤرشف)  (الإنجليزية)
- كالو أوتشي على موقع اتحاد تركيا (لاعب) (الإنجليزية)
- كالو أوتشي على موقع قاعدة بيانات كرة القدم.إي يو (الإنجليزية)
- كالو أوتشي على موقع ناشيونال فوتبول تيمز (الإنجليزية)
- كالو أوتشي على موقع Soccerbase.com (لاعب) (الإنجليزية)
- كالو أوتشي على موقع Soccerway.com (الإنجليزية)
- كالو أوتشي على موقع عالم كرة القدم.نت (الإنجليزية)
- كالو أوتشي على موقع كووورة
- كالو أوتشي على موقع AS.com (الإسبانية)